# Bennett Johnston
Bennett Johnston (Shreveport, 1932. június 10. – McLean, 2025. március 25.) az Amerikai Egyesült Államok szenátora (Louisiana, 1973–1997).